# António Borges
António Mendo de Castel-Branco do Amaral Osório Borges (18 de noviembre de 1949 - 25 de agosto de 2013) fue un economista y banquero portugués. También fue director Gerente y Asesor Internacional de Goldman Sachs.

## Biografía

### Primeros años al año 2000
Borges nació en Ramalde, Oporto. Recibió su título universitario en económicas de la Universidad Técnica de Lisboa en 1972, y su título de máster en la Universidad de Stanford. In 1980 recibió su doctorado en Económicas de la Universidad de Stanford. Más tarde Borges trabajó en el INSEAD. Regresó a Portugal en 1990, donde sirvió como Vicegobernador del Banco de Portugal mientras ejercía de profesor en el Nova School of Business and Economics en la Universidad Nueva de Lisboa. Mientras trabajaba como Vicegobernador del Banco de Portugal, Borges tuvo un papel clave en la liberalización del sistema financiero de Portugal. Desde 1993 a 2000 Borges sirvió como rector del INSEAD.